# Staurogyne scandens
Staurogyne scandens är en akantusväxtart som beskrevs av Raymond Benoist. Staurogyne scandens ingår i släktet Staurogyne och familjen akantusväxter. Inga underarter finns listade i Catalogue of Life.